# Jim Morris (kulturysta)
Jim Morris (ur. 31 sierpnia 1935 w Brooklynie, Nowy Jork, zm. 28 stycznia 2016) – amerykański kulturysta, utytułowany licznymi wyróżnieniami w ciągu trwania swojej trzydziestoletniej kariery.

## Życiorys
Kulturystyką Morris zajmował się od 1957. Wśród jego osiągnięć znajdują się następujące tytuły: Mr. USA (1973), Mr. America (1973), Mr. Rainbow Pride (1979), Mr. International (1974), Mr. Olympia Masters (1996, kat. wiekowa +60).
Był jawnym homoseksualistą; pierwszym, który zdobył tytuł Mr. Olympia. W latach 70. pracował jako ochroniarz gejowskiej ikony – Eltona Johna.
W wieku 50 lat (1985) został wegetarianinem, a od 65 roku życia (2000) był weganinem.